# Dominik Magoshichi
Dominik Magoshichi (Dominik z Hyūga) (ur. ?; zm. 12 września 1622 w Ōmura) – błogosławiony Kościoła katolickiego, japoński męczennik.

## Życiorys
Nie jest znana data ani miejsce jego urodzenia.
Był pomocnikiem dominikańskich misjonarzy. Towarzyszył ojcu Tomaszowi de Zumárraga w jego działalności misyjnej w rejonie Ōmura, przy czym pełnił głównie rolę kucharza i razem z nim trafił do więzienia w Suzuta. W więzieniu spędził kilka miesięcy, ale uwolniono go z większością więźniów-Japończyków na początku 1618 r. (zagranicznych misjonarzy nie wypuszczono). Po pewnym czasie pozwolono mu na powrót do więzienia (na jego prośbę) razem z japońskim chrześcijaninem służącym franciszkańskiemu misjonarzowi Apolinaremu Franco Garcia.
Został stracony przez spalenie żywcem 12 września 1622 w Ōmura razem z Tomaszem de Zumárraga, Apolinarym Franco, Mancjuszem Shibata, Franciszkiem od św. Bonawentury oraz Pawłem od św. Klary.

## Beatyfikacja
Został beatyfikowany przez Piusa IX 7 lipca 1867 r. w grupie 205 męczenników japońskich.
Dniem jego wspomnienia jest 10 września (w grupie 205 męczenników japońskich).